# Podkarpacki Bank Spółdzielczy
Podkarpacki Bank Spółdzielczy w upadłości (także PBSbank) - bank spółdzielczy w stanie upadłości z siedzibą w Sanoku.

## Historia

### Początki działania banku
Korzenie banku sięgają 1871. W roku tym powstało Powiatowe Towarzystwo Zaliczkowe w Sanoku na mocy ustawy o spółdzielniach z dnia 9 kwietnia 1871. Po zmianach ustrojowych w Polsce, w 1992 Bank Spółdzielczy w Sanoku odłączył się od Banku Gospodarki Żywnościowej. Kapitał własny banku wynosił wówczas 360 tys. zł. Wraz z pięcioma innymi bankami spółdzielczymi koordynował następnie powstanie nowego banku zrzeszającego o nazwie Bank Unii Gospodarczej z siedzibą w Warszawie.  W 1993 rozpoczęto realizację pięcioletniego planu naprawczego. 
1 lutego 1994 prezesem Banku Spółdzielczego w Sanoku został wybrany Lesław Wojtas. 
W 1997 rada nadzorcza i zarząd banku podjęły decyzję o połączeniu okolicznych banków spółdzielczych z Bankiem Spółdzielczym w Sanoku, zgodnie z wymaganiami Komisji Nadzoru Bankowego. Po połączeniu Bank liczył 27 jednostek bankowych. Uruchomiono również nowe placówki bankowe: 1997 - Bank Spółdzielczy w Brzozowie, Bank Spółdzielczy w Dydni, w 1999 - Bank Spółdzielczy w Bratkówce, Bank Spółdzielczy w Domaradzu, Bank Spółdzielczy w Lesku, Bank Spółdzielczy w Zarszynie, Bank Spółdzielczy w Dukli, w 2000 - Oddział w Krośnie.

### Podkarpacki Bank Spółdzielczy
W wyniku fuzji 1 stycznia 2000 Bank Spółdzielczy w Sanoku zmienił nazwę na Podkarpacki Bank Spółdzielczy w Sanoku (pierwotnie planowano nazwę Bieszczadzki Bank). W 2001 została wydana monografia oraz odbyły się obchody 130-lecia istnienia banku. W 2011 obchodzono 140-lecie.
19 września 2016 Lesław Wojtas złożył rezygnację ze stanowiska prezesa zarządu Podkarpackiego Banku Spółdzielczego, a na to miejsce została powołana dr inż. Monika Krawczyk. W tym czasie został przyjęty nowy Program Postępowania Naprawczego w PBS.
W 2020 prowadził działalność na terenie województwa podkarpackiego poprzez sieć 78 placówek bankowych. Był członkiem Związku Banków Polskich i, w 2020, drugim co do wielkości bankiem spółdzielczym w Polsce.

### Przymusowa restrukturyzacja banku
17 stycznia 2020 Bankowy Fundusz Gwarancyjny, w związku ze złą kondycją finansową banku, rozpoczął jego przymusową restrukturyzację. 21 stycznia 2020 bank wznowił działalność jako Bank Nowy BFG S.A., który został powołany przez Bankowy Fundusz Gwarancyjny na potrzeby przymusowej restrukturyzacji PBS. Rada Nadzorcza banku PBS w Sanoku wniosła do Wojewódzkiego Sądu Administracyjnego w Warszawie skargę dotyczącą przymusowej restrukturyzacji, jednak sąd odrzucił ją w grudniu 2020 r. podtrzymując stanowisko Bankowego Funduszu Gwarancyjnego, że bank był zagrożony upadłością. W 2021 Bank Nowy BFG został zakupiony przez Wielkopolski Bank Spółdzielczy działający pod marką handlową neoBANK. Tym samym proces przymusowej restrukturyzacji PBS zakończył się. 
Masą upadłościową PBS zarządza syndyk.

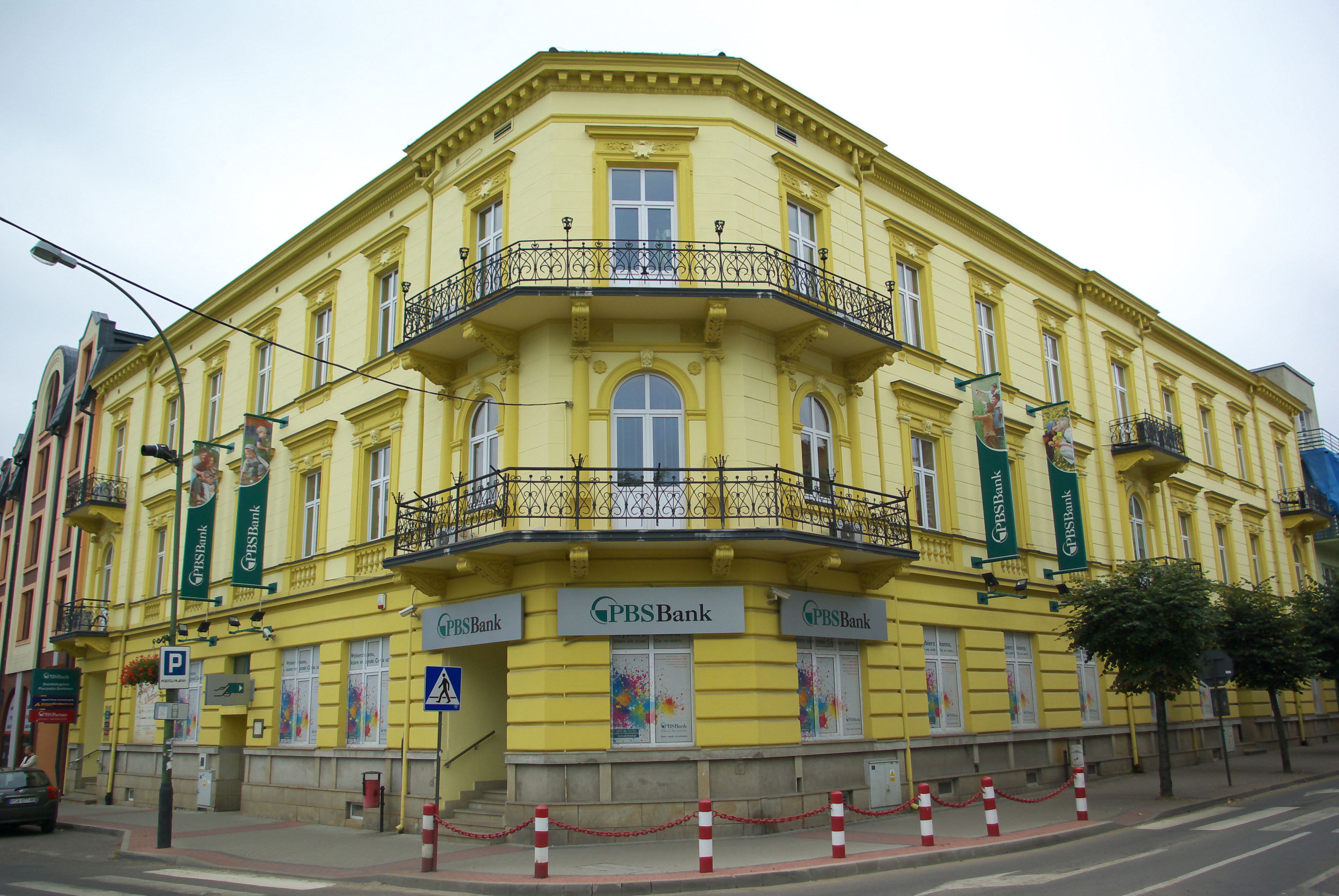
Kamienica przy ul. Tadeusza Kościuszki 22 w Sanoku, w której działa bank

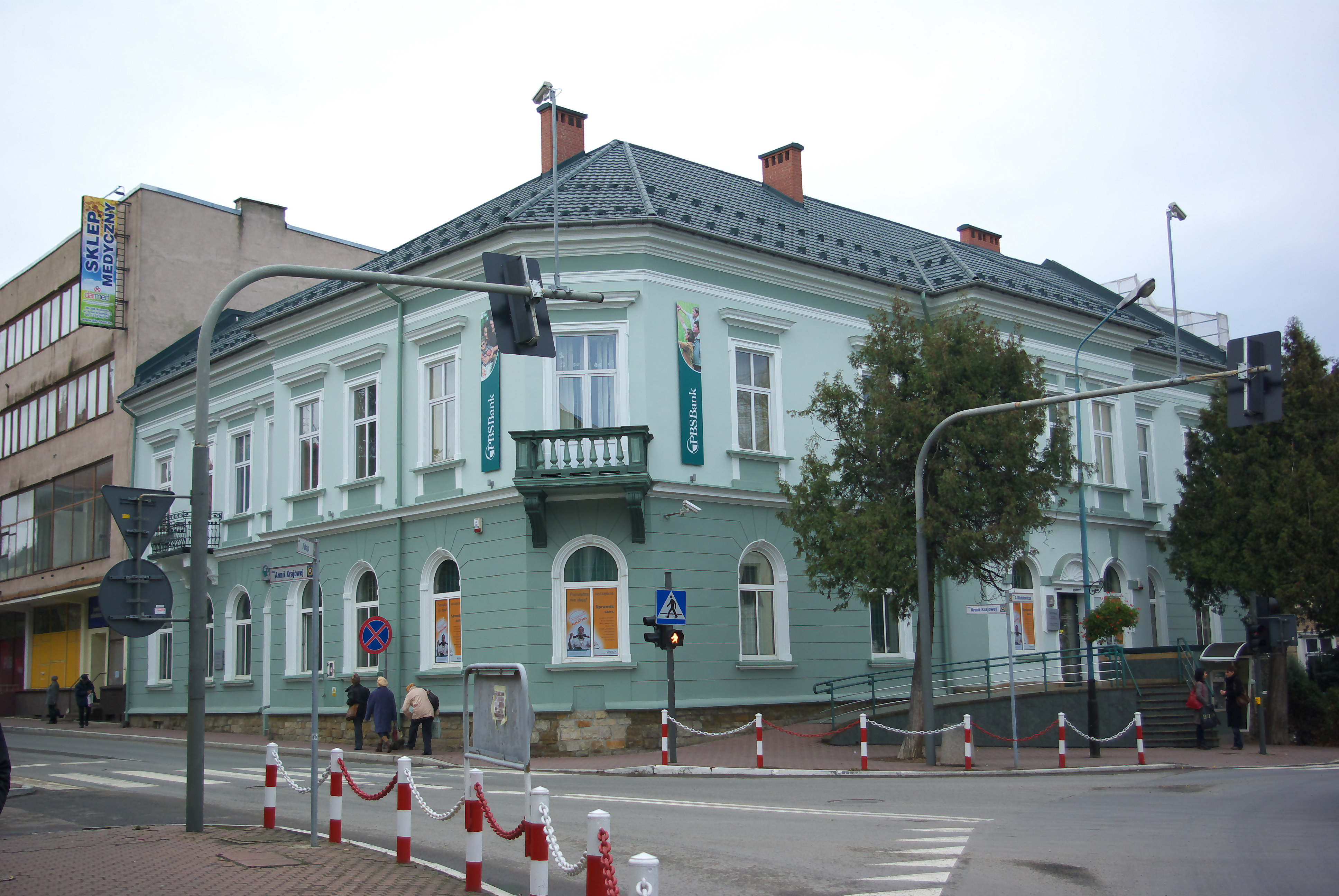
Oddział banku w Brzozowie

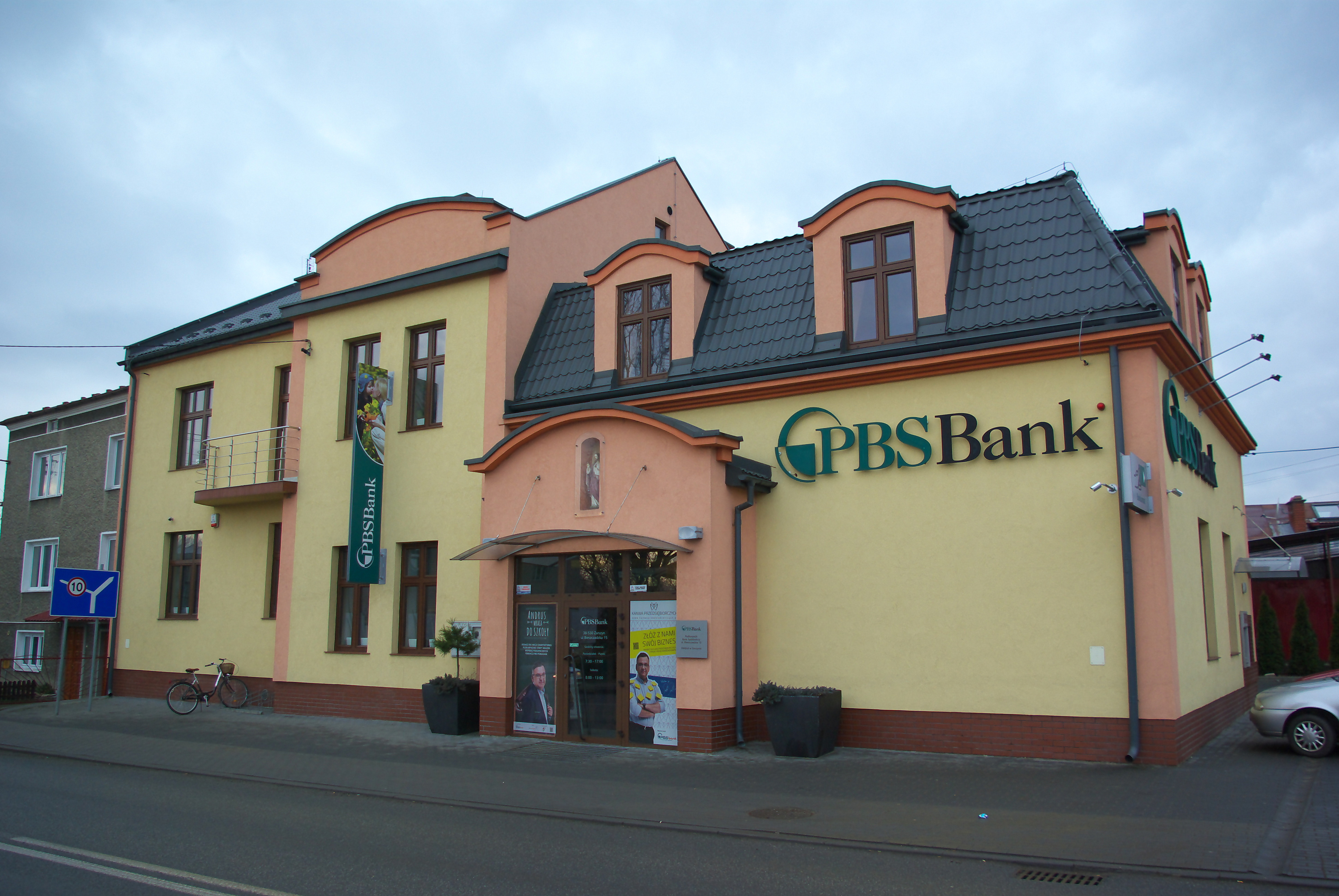
Oddział banku w Zarszynie

## Sponsoring
Sport
PBS w 2005 został sponsorem klubu Klubu Hokejowego Sanok, później zostając sponsorem strategicznym (wraz z firmą Ciarko); w 2011 zespół przyjął nazwę Ciarko PBS Bank KH Sanok) oraz klubu piłki siatkowej kobiet, występującego w III lidze pod nazwą PBS Bank Sanoczanka Sanok. Ponadto przedsiębiorstwo rozpoczęło aktywne wspieranie sportu w województwie podkarpackim. W sezonie 2012/2013 I liga polskiej koszykówki mężczyzn bank jest sponsorem tytularnym klubu koszykarskiego PBS Bank Efir Energy MOSiR Krosno. Wśród sponsorowanych zostali biathlonista Łukasz Szczurek oraz kluby sportowe: Stal Sanok (piłka nożna), Asseco Resovia Rzeszów (piłka siatkowa), Czarni Jasło (piłka nożna), PGE Marma Rzeszów (żużel), Stal Rzeszów (piłka nożna), KKK MOSiR Krosno (koszykówka), Resovia (piłka nożna), KSM Krosno (żużel), SPR Stal Mielec (piłka ręczna), UKS Niedźwiadki Sanok (hokej na lodzie dzieci), Ekoball - Fundacja Promocji Sportu w Sanoku, Gryf Sanok (podnoszenie ciężarów), Brzozowski Klub Sportowy Jujutsu, Klub Sportowy Patria Sędziszów Małopolski.
Inne
Bank wspierał także finansowo imprezy kulturalne m.in.: Carpathia Festival, Festiwal im. Adama Didura w Sanoku, Międzynarodowy Festiwal Muzyczny w Mielcu, Sanocki Zespół Wokalny Soul, BWA Galeria Sanocka oraz organizacje pożytku pzblicznego i fundacje; m.in.: Fundacja Zdrowia na Rzecz Szpitala w Sanoku, Stowarzyszenie Przyjaciół Heleny Kosiny w Sanoku, Specjalny Ośrodek Szkolno Wychowawczy w Lesku.
Fundacja PBS Pomagam
W 2013 Podkarpacki Bank Spółdzielczy powołał do życia fundację PBS Pomagam, której misją jest m.in. wszechstronne wsparcie rozwoju dzieci.

## Wyróżnienia
- Odznaka „za zasługi dla spółdzielczości” (2001, Krajowa Rada Spółdzielcza)[19]
- Złota Odznaka im. Franciszka Stefczyka (2001, Krajowy Związek Banków Spółdzielczych)[19]
- Nominacja do Nagrody Gospodarczej Prezydenta RP w 2005[20]
- Nagroda Gospodarcza Podkarpackiego Klubu Biznesu w kategorii Siła Ekonomiczna (2004)[21]
- Złota statuetka „Lider Polskiego Biznesu” (2009)[22]
- Nagroda za szczególny wkład w budowę i rozwój Zrzeszenia Banku Polskiej Spółdzielczości (2011)[5]
- Odznaka „Zasłużony dla Sanoka” (2011)[5]
- Nagroda w konkursie „Firma Dobrze Widziana”[23]
- Nagroda „Krajowy Lider Innowacji”[1]
- Statuetka Najwyższa Jakość Quality International „Perła QJ” – kilkakrotnie[1]
- „Złote Jabłka” – „Bank Przyjazny dla Przedsiębiorców” – dwukrotnie[1]